# FX Андромеды
FX Андромеды (лат. FX Andromedae) — одиночная переменная звезда в созвездии Андромеды на расстоянии (вычисленном из значения параллакса) приблизительно 34624 световых лет (около 10616 парсеков) от Солнца. Видимая звёздная величина звезды — от менее +17,2m до +14,2m.

## Характеристики
FX Андромеды — оранжевая пульсирующая переменная звезда, мирида (M) спектрального класса K. Эффективная температура — около 3900 K.